# Nikola Mirotić
Nikola Mirotić  (Titogrado, RFS Iugoslávia, 11 de fevereiro de 1991) é um jogador de basquete espanhol de origem montenegrino, internacional com a selecção espanhola absoluta e que joga atualmente no Olimpia Milano da LBA e EuroLiga, onde ocupa a posição de ala-pivô.

## Biografia
Nasceu o 11 de fevereiro de 1991 em Titogrado (actualmente Podgorica, Montenegro) e mede 2,08 metros de estatura. Começou a jogar tarde, após algumas experiências futebolísticas, no Joker School, em Podgorica. No verão do 2005, foi levado pelo Real Madri passando a fazer parte de suas categorias inferiores.
Com o Real Madri Junior, disputou o Circuito Sub20 nas temporadas 2006-07 e a 2007-08 proclamando-se campeão com o Real Madrid nesta última. Na temporada 2008/09 o Real Madri subiu-o ao filial, que justo acaba de ser fundado nesse mesmo ano na LEB Bronze, ainda que em alguma ocasião treinou com a primeira equipe.
Por seu tipo de jogo, tem sido comparado com o jogador alemão da NBA Dirk Nowitzki. Na temporada 2009/10, foi cedido pelo Real Madri ao Maristas de Palência Basquete, para disputar Liga LEB Ouro com o conjunto palentino.
Em março de 2010, o Governo espanhol outorgou-lhe a nacionalidade espanhola pelo procedimento carta de natureza, que a sua vez lhe obrigou a renunciar a sua nacionalidade montenegrina.
Em julho de 2010, debutou com a Seleção espanhola, que disputou o Eurobasket Sub-20 celebrado em Croácia, onde a seleção nacional conquistou a medalha de bronze.
Durante a temporada de 2010/2011, Mirotic fez parte da primeira equipe do Real Madri. Durante os primeiros meses de competição, Mirotic mal estava a ter minutos, que era mais ou menos, o que estava previsto, mas rapidamente começou a se ganhar a confiança de Ettore Messina, e viu incrementado seu número de minutos. Suas últimas atuações, especialmente as do mês de janeiro, começaram a ser espetaculares, com médias à altura de grandes jogadores, e fazendo ainda, com bastantes menos minutos que seus colegas. O 26 de janeiro de 2011, Mirotic anotou 16 pontos, com 4/4 em triplos, para 24 de valoração, em 17 minutos contra o Montepaschi Siena. Sua estelar contribuição propiciou a vitória branca na casa do Siena na Euroliga, fortaleza inexpugnável desde fazia bastante tempo. Esta foi a definitiva eclosão do jovem talento branco.
O 23 de junho de 2011, foi eleito em primeira rodada pelos Houston Rockets no posto numero 23 do Draft da NBA de 2011. Seus direitos foram transferidos aos Minnesota Timberwolves e finalmente aos Chicago Bulls, mas em troca de jogadores e escolhas nos drafts, o ala-pivô acertou sua transferência para o New Orleans Pelicans no dia 2 de fevereiro de 2018.
Em julho de 2011, proclama-se campeão de Europa sub20 no Eurobasket de Espanha, conseguindo além da medalha de Ouro, o MVP do torneio com umas médias de 27 pontos e 10 reboes por partida, sendo o jogador com maior número de pontos anotados na história de um europeu Sub-20.
O 19 de fevereiro de 2012, proclama-se campeão da copa de S.M o Rei no Palau Sant Jordi em Barcelona.
O 23 de setembro de 2012, proclama-se campeão da Supercopa de Espanha em Saragoça com o Real Madri.
O 7 de março de 2013, bate o recorde de acertos em lances livres nos 40 minutos regulamentares de uma partida do Top 16 da Euroliga (Zalgiris-Madri: 104-105), deixando-o em 16 e rompendo a marca que tinha Juan Carlos Navarro com 14 de 14 lances livres. Na prorrogação, Mirotic anotou os outros dois lances livres que tentou, rompendo o recorde total tanto de lances livres tentados como de convertidos, que compartilhavam os croatas Davor Kus (com a Cibona, 17 de 17 em dezembro de 2006) e Andrija Zizic (Olympiacos, 17 de 17, janeiro de 2006).
O 19 de junho de 2013, proclama-se campeão de sua primeira Liga Endesa com o Real Madri, ganhando a 5ª e definitiva partida contra o Regal Barcelona no Palácio de Desportos da Comunidade de Madri.
Depois de um temporada 2013-14 na que seu rendimento vai a mais a menos, tendo uma participação em play off a um nível muito baixo, seu sonho de se converter em jogador da NBA se viu feito realidade ao fechar com os Chicago Bulls. Depois de uma grande temporada conseguiu ficar em segundo na votação para o prêmio Rookie do Ano 2015 sozinho ficando por trás do ganhador desse ano Andrew Wiggins
20 de setembro do 2015 , proclama-se Campeão de Europa de seleções com a Espanha , Medalha de Ouro no EuroBasket de 2015 , com fase final em Lille, França no Stade Pierre-Mauroy.

## Estatísticas

### Liga ACB
| Ano         | Equipe     | PJ | MPP  | %T2 | %3P | %TL | RPP | ROP | APP | ROB | TPP | PPP  |
| ----------- | ---------- | -- | ---- | --- | --- | --- | --- | --- | --- | --- | --- | ---- |
| 2010-11 LR  | Real Madri | 29 | 17.2 | 57  | 41  | 81  | 3.8 | 1.3 | 0.6 | 0.7 | 0.4 | 8.1  |
| 2010-11 PO  | Real Madri | 6  | 12.3 | 29  | 27  | 88  | 1.6 | 0.5 | 0.6 | 0.1 | 0.6 | 4.6  |
| 2011-012 LR | Real Madri | 34 | 20.2 | 52  | 38  | 70  | 4.4 | 1.2 | 0.8 | 0.7 | 0.5 | 9.0  |
| 2011-12 PO  | Real Madri | 8  | 16.3 | 67  | 46  | 70  | 3.5 | 0.8 | 0.2 | 0.6 | 0.2 | 8.7  |
| 2012-13 LR  | Real Madri | 33 | 23.4 | 54  | 43  | 80  | 5.4 | 1.8 | 0.9 | 0.9 | 0.7 | 12.6 |
| 2012-13 PO  | Real Madri | 10 | 23.5 | 56  | 35  | 76  | 5.4 | 1.6 | 0.7 | 1.5 | 0.6 | 10.6 |
| 2013-14 LR  | Real Madri | 33 | 23.0 | 59  | 35  | 78  | 5.5 | 1.5 | 1.0 | 1.0 | 0.5 | 12.4 |
| 2013-14 PO  | Real Madri | 10 | 21.2 | 51  | 33  | 85  | 3.7 | 0.9 | 1.1 | 0.6 | 0.5 | 8.8  |

### Euroliga
| Ano      | Equipe     | PJ | PT   | MPP  | %TC  | %3P  | %TL  | RPP | APP | ROB | TPP  | PPP  | VAL  |
| -------- | ---------- | -- | ---- | ---- | ---- | ---- | ---- | --- | --- | --- | ---- | ---- | ---- |
| 2008–09  | Real Madri | 1  | 0    | 2.1  | .000 | .000 | .000 | .0  | .0  | .0  | .0   | .0   | -1.0 |
| 2010–11  | Real Madri | 20 | 0    | 15.0 | .500 | .387 | .857 | 3.3 | .6  | .5  | .5   | 6.6  | 8.2  |
| 2011–12  | Real Madri | 16 | 15   | 23.1 | .525 | .439 | .918 | 4.5 | .9  | .8  | .4   | 12.5 | 14.6 |
| 2012–13  | Real Madri | 29 | 25   | 24.9 | .475 | .325 | .851 | 5.3 | .9  | .7  | .9   | 11.4 | 13.3 |
| 2013–14  | Real Madri | 31 | 31   | 24.0 | .508 | .461 | .811 | 4.6 | 1.2 | 1.1 | .8   | 12.4 | 15.9 |
| Carreira | 97         | 71 | 24.2 | .498 | .402 | .848 | 4.5  | .9  | .8  | .7  | 10.8 | 13.1 |      |

### NBA

#### Temporada regular
| Ano      | Equipe        | PJ | PT   | MPP  | %TC  | %3P  | %TL  | RPP | APP | ROB | TPP  | PPP  |
| -------- | ------------- | -- | ---- | ---- | ---- | ---- | ---- | --- | --- | --- | ---- | ---- |
| 2014-15  | Chicago Bulls | 82 | 3    | 20.2 | .405 | .316 | .803 | 4.9 | 1.2 | .7  | .7   | 10.2 |
| Carreira | 82            | 3  | 20.2 | .405 | .316 | .803 | 4.9  | 1.2 | .7  | .7  | 10.2 |      |

#### Playoffs
| Ano      | Equipe        | PJ | PT   | MPP  | %TC  | %3P  | %TL  | RPP | APP | ROB | TPP | PPP |
| -------- | ------------- | -- | ---- | ---- | ---- | ---- | ---- | --- | --- | --- | --- | --- |
| 2015     | Chicago Bulls | 11 | 0    | 14.9 | .303 | .233 | .800 | 2.7 | .8  | .5  | .5  | 5.7 |
| Carreira | 11            | 0  | 14.9 | .303 | .233 | .800 | 2.7  | .8  | .5  | .5  | 5.7 |     |

#### All-Star
| Ano      | Equipe     | PJ | PT   | MPP  | %TC  | %3P  | %TL  | RPP | APP | ROB | TPP  | PPP  |
| -------- | ---------- | -- | ---- | ---- | ---- | ---- | ---- | --- | --- | --- | ---- | ---- |
| 2015     | Team World | 1  | 1    | 20.6 | .666 | .666 | .000 | 4.0 | 1.0 | 1.0 | 1.0  | 16.0 |
| Carreira | 1          | 1  | 20.6 | .666 | .666 | .000 | 4.0  | 1.0 | 1.0 | 1.0 | 16.0 |      |

### Seleção nacional
| Ano      | Equipe  | PJ | PT   | MPP  | %TC  | %3P  | %TL  | RPP | APP | ROB | TPP  | PPP  | VAL  |
| -------- | ------- | -- | ---- | ---- | ---- | ---- | ---- | --- | --- | --- | ---- | ---- | ---- |
| 2015     | Espanha | 16 | 14   | 23.4 | .493 | .397 | .864 | 5.4 | 1.8 | .8  | .1   | 12.2 | 14.4 |
| Carreira | 16      | 14 | 23.4 | .493 | .397 | .864 | 5.4  | 1.8 | .8  | .1  | 12.2 | 14.4 |      |

## Títulos

### Seleção nacional
Adulta
- Medalha de Ouro no Eurobasket 2015 de #o  França, Croácia, Alemanha e Letónia.

Sub-20
- Medalha de Bronze no Europeu sub-20 de Croácia 2010.
- Medalha de Ouro no Europeu sub-20 de Espanha 2011.

### Real Madri
- Liga ACB: 2012/13.
- Copa do Rei: 2012 e 2014.
- Supercopa de Espanha: 2012 e 2013.

### Individual
- 2008. Real Madri junior. Torneio Junior L'Hospitalet. MVP
- 2008. Campus Basketball Without Borders, em Estambul (Turquia). MVP
- 2009. Real Madri junior. Torneio Junior L'Hospitalet. MVP
- 2010. Europeu Sub20. Membro do quinteto ideal do campeonato
- 2010-11. Real Madri. Euroliga. Prêmio Rising Star
- 2011. Espanha. Europeu Sub20. Membro do quinteto ideal
- 2011. Espanha. Europeu Sub20. MVP
- 2011-12. Real Madri. Euroliga. MVP da Jornada 8
- 2011-12. Real Madri. Euroliga. MVP do mês de dezembro
- 2011-12. Real Madri. Euroliga. Prêmio Rising Star
- 2012-13. Real Madri. Euroliga. MVP da Jornada 10
- 2012-13. Real Madri. Segundo melhor quinteo Euroliga.
- 2012-13. Real Madri. MVP das Jornadas 2 e 21 Une Endesa
- 2012-13. Real Madri. MVP mês de outubro Une Endesa
- 2012-13. Real Madri. Eleito Quinteto Ideal da ACB.
- 2012/13. Real Madri. Eleito MVP da ACB.
- 2013-14. Real Madri. Euroliga. MVP da Jornada 1
- 2013-14. Real Madri. MVP Jornada 15 Une Endesa
- 2013-14. Real Madri. MVP Copa de S.M. O Rei
- 2021-22. FC Barcelona. MVP Copa de S.M. O Rei
- 2013-14. Real Madri. Eleito Quinteto Ideal da ACB.
- 2014-15. Chicago Bulls. Eleito Rookie do mês de dezembro da Conferência Leste.
- 2014-15. Chicago Bulls. Eleito para jogar o Rising Stars Challenge no All-Star Weekend.
- 2014-15. Chicago Bulls. Eleito Rookie do mês de março da Conferência Este.
- 2014-15. Chicago Bulls. Elegido em segunda posição no prêmio Rookie do Ano da NBA.
- 2014-15. Chicago Bulls. Elegido no primeiro quinteto ideal de novatos da NBA.